# Blue Album
Blue Album è il settimo album in studio del duo di musica elettronica britannico Orbital, pubblicato nel 2004.

## Tracce
1. Transient – 5:48
2. Pants – 5:45
3. Tunnel Vision – 4:27
4. Lost – 5:08
5. You Lot – 7:08
6. Bath Time – 4:18
7. Acid Pants (feat. Sparks) – 6:31
8. Easy Serv – 4:09
9. One Perfect Sunrise (feat. Lisa Gerrard) – 8:45